# 포르타 로마나역
포르타 로마나 역 (Porta Romana)은 밀라노 지하철 3호선으로, 노선이 개통된 해인 1990년에 문을 열었다. 포르타 로마나 역은 처음에 3호선의 남쪽 종착역이었으나 1991냔 산도나토 밀라네세까지 연장하여, 로디 T.I.B.B - 산 도나토 구간의 역들이 문을 열면서 중간 역이 되었다.
포르타 로마나 역은 포르타 로마나 가의 남쪽 가장 끝에 있는 메달리에 고로 광장에 있다. 초기 계획에서 포르타 로마나 역의 역명은  역이 자리한 광장 이름에서 따온 '메달리에 도로 역 (Medaglie d'Oro)'이었다.
3호선의 나머지 역들처럼 포르타 로마나 역은 지하에 위치한 역이다. 또 남부 구간에서 승강장이 1면으로 지어진 첫번째 역으로,  밀라노 도심에서 벗어났음을 보여준다.
포르타 로마나 역 부근에는 유명한 보코니 대학교가 자리해 있다.

## 환승
역 부근에는 ATM이 운영하는 트램 정거장과 버스 정류장이 있다.
- 트램 정거장 (Porta Romana M3, 9번)
- 버스 정류장

## 시설

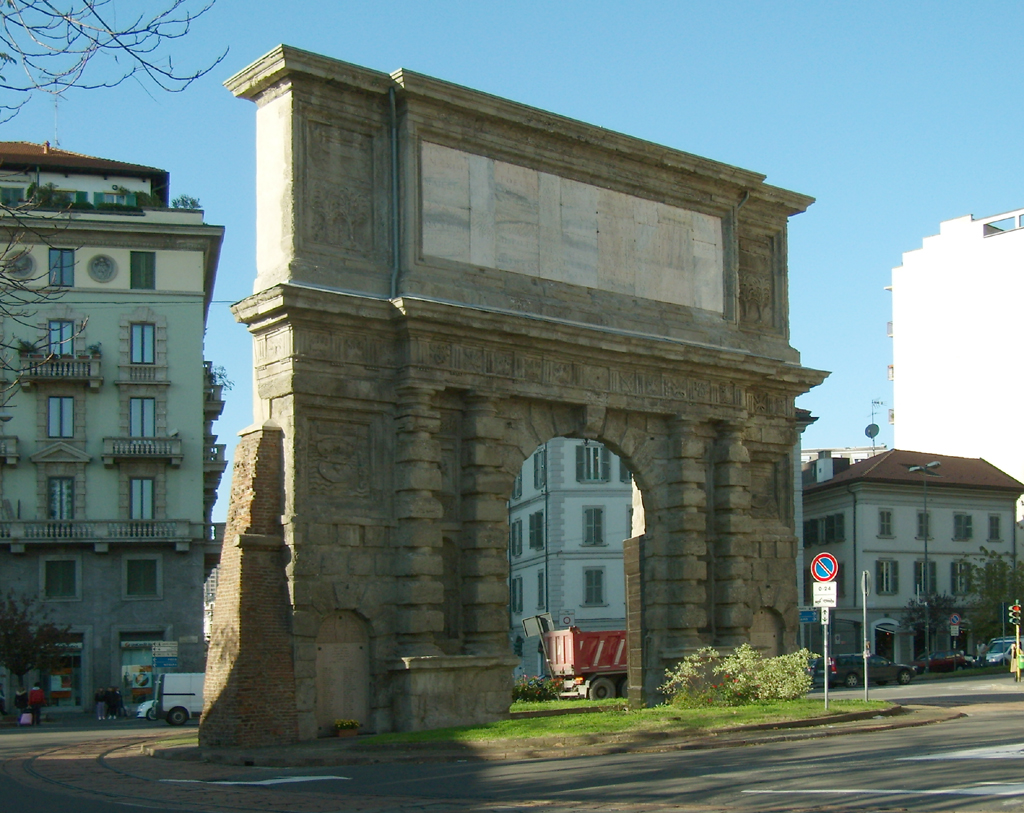
고대 로마의 대문 '포르타 로마나'

이 역에는 다음과 같은 시설이 있다.
- 장애인 접근시설
- 엘리베이터
- 에스컬레이터
- 매표기
- 역 감시카메라